# 柿木蓮
柿木 蓮（かきぎ れん、2000年6月25日 - ）は、佐賀県多久市出身の元プロ野球選手（投手）。右投右打。

## 経歴
多久市立北部小学校2年生の時に野球を始め、多久市立中央中学校進学後は佐賀東松ボーイズに所属し、全国大会に出場した。中学3年時には球速143km/hを記録し、世界大会の日本代表にも選出された。
中学卒業後、大阪桐蔭高等学校に進学（同期に根尾昂、藤原恭大、横川凱）。2年生の春からベンチ入りした。2年春の選抜では初戦（宇部鴻城戦）で登板し1イニングを投げた。その後は春の大阪府大会などでも登板し、夏の大阪大会では同志社香里戦で8者連続三振を奪うなど活躍。2年夏の全国選手権では、3回戦の仙台育英戦で先発を任されるも、サヨナラ負けを喫した。第48回明治神宮野球大会では、準決勝で創成館に守備の乱れもあり4点を取られ、敗退。
背番号1をつけて臨んだ3年春の選抜では、初戦、準々決勝、準決勝で先発するも、決勝は根尾昂が先発し、チームは優勝を果たしたものの決勝に登板できなかったことに悔しさを抱いた。3年夏の全国選手権では、準決勝の済美戦、決勝の金足農戦にいずれも完投し、優勝投手となった。甲子園終了後の9月に行われる第12回 BFA U-18アジア選手権大会の日本代表に選出された。
2018年10月25日のドラフト会議では、北海道日本ハムファイターズに5位指名を受けた。11月10日、契約金3500万円・年俸520万円（金額は推定）で仮契約を結んだ。背番号は37。根尾、藤原、横川もドラフト指名され、同一高校から同時に4人がドラフト指名されたのは、2001年の日大三高以来17年ぶり5校目となった。

### プロ入り後
2019年には、春季キャンプを同期の吉田輝星・野村佑希・万波中正・田宮裕涼とともに、二軍で迎えた。イースタン・リーグでは3月16日の読売ジャイアンツ戦で初勝利を挙げると、26試合に登板し、防御率8.24であった。オフに、現状維持の推定年俸520万円で契約を更改した。
2020年、二軍で6試合に登板し、計7イニングを投げ防御率0.00を記録したが、一軍出場は果たせなかった。オフに、現状維持の推定年俸520万円で契約を更改した。
2021年、開幕から二軍暮らしで前半は打ち込まれるケースも多かったものの徐々に状態を上げ、8月には先発に起用された。他の投手との兼ね合いでイニング数は少なかったものの、先発では5試合で0勝0敗、防御率2.12と好投していたが、9月以降は中継ぎ登板で1回7点を失い、試合数の少なさや他の先発投手の調整も相まって登板数が増えず、一軍登板も叶わなかった。契約更改では後半戦の手応えは感じたと振り返り、現状維持の推定年俸520万円で契約を更改した。
2022年、6月11日の交流戦・対中日ドラゴンズ2回戦にて、先発杉浦稔大の後を継ぎ、7回表に2番手としてプロ初登板を果たす。最速150km/hを計測し、1回を三者凡退で無失点に抑えた。オフに球団より戦力外通告を受けるも育成契約を打診され、前年より80万円ダウンの440万円で育成選手契約を締結。背番号は37から137へ変更になった。
2023年は支配下登録期限である7月31日までで、二軍戦27試合に登板。3勝1敗3セーブ、防御率2.34という成績を残したが、支配下登録には至らなかった。最終的な二軍成績は33試合の登板で、防御率2.21であった。10月31日に育成契約からの切り替えから1年経過のため自由契約公示されたが、11月18日に育成選手として再契約した。
2024年も支配下復帰はならず、同年限りで再び戦力外通告を受けた。11月14日にプロ野球12球団合同トライアウトに参加し、打者2人を空振り三振、左飛に抑えた。
独立リーグ、社会人などからオファーがあったものの、同年12月28日に現役引退を発表した。

### 現役引退後
現役引退後は、名古屋市に本社を置く、「ICジャパン」に入社し、保険の営業マンに転身。

## 選手としての特徴・人物
速球の最速は、3年夏の甲子園で記録した151km/h。フォームに躍動感があり、低めを突く制球力も備えているとの評価がある。
目標とする選手として則本昂大を挙げている。

## 詳細情報

### 年度別投手成績
| 年 度     | 球 団     | 登 板 | 先 発 | 完 投 | 完 封 | 無 四 球 | 勝 利 | 敗 戦 | セ 丨 ブ | ホ 丨 ル ド | 勝 率 | 打 者 | 投 球 回 | 被 安 打 | 被 本 塁 打 | 与 四 球 | 敬 遠 | 与 死 球 | 奪 三 振 | 暴 投 | ボ 丨 ク | 失 点 | 自 責 点 | 防 御 率 | W H I P |
| --------- | --------- | ----- | ----- | ----- | ----- | -------- | ----- | ----- | -------- | ----------- | ----- | ----- | -------- | -------- | ----------- | -------- | ----- | -------- | -------- | ----- | -------- | ----- | -------- | -------- | ------- |
| 2022      | 日本ハム  | 4     | 0     | 0     | 0     | 0        | 0     | 0     | 0        | 0           | ----  | 16    | 4.1      | 2        | 1           | 2        | 0     | 0        | 1        | 0     | 0        | 1     | 1        | 2.08     | 0.92    |
| 通算：1年 | 通算：1年 | 4     | 0     | 0     | 0     | 0        | 0     | 0     | 0        | 0           | ----  | 16    | 4.1      | 2        | 1           | 2        | 0     | 0        | 1        | 0     | 0        | 1     | 1        | 2.08     | 0.92    |

- 2023年度シーズン終了時

### 年度別守備成績
| 年 度 | 球 団    | 投手  | 投手  | 投手  | 投手  | 投手  | 投手     |
| 年 度 | 球 団    | 試 合 | 刺 殺 | 補 殺 | 失 策 | 併 殺 | 守 備 率 |
| ----- | -------- | ----- | ----- | ----- | ----- | ----- | -------- |
| 2022  | 日本ハム | 4     | 1     | 1     | 0     | 0     | 1.000    |
| 通算  | 通算     | 4     | 1     | 1     | 0     | 0     | 1.000    |

- 2023年度シーズン終了時

### 記録
初記録
- 初登板：2022年6月11日、対中日ドラゴンズ2回戦（札幌ドーム）、7回表に2番手で救援登板、1回無失点
- 初奪三振：2022年6月19日、対千葉ロッテマリーンズ9回戦（札幌ドーム）、9回表にレオネス・マーティンから空振り三振

### 背番号
- 37（2019年 - 2022年）
- 137（2023年 - 2024年）

### 代表歴
- 第12回 BFA U-18アジア選手権大会 日本代表